# Ikki (Magazin)
Ikki (jap. 月刊IKKI Gekkan Ikki) war ein japanisches Manga-Magazin, das der Shōgakukan-Verlag von 2000 bis 2014 publizierte. Die alternativen Kurzgeschichten und Einzelkapitel mehrerer längerer Manga-Serien, die im Magazin erschienen, richteten sich vorwiegend an männliche Studenten und waren somit der Seinen-Gattung zuzuordnen.

## Veröffentlichungsgeschichte und Konzeption
Die erste Ausgabe des Ikki veröffentlichte man im November 2000. Da das Magazin zunächst ein Zusatzmagazin zum bei demselben Verlag erscheinenden Big Comic Spirits war, nannte man es Spirits Zōkan Ikki (スピリッツ増刊IKKI). Das Magazin brachte der Shōgakukan-Verlag daraufhin jeden zweiten Monat heraus, bis mit der April-Ausgabe 2003 das Konzept des Magazins geändert wurde. Hideki Egami (江上英樹, Egami Hideki), der bereits für das Big Comic Spirits hauptverantwortlich war, wurde der neue Chefredakteur des Magazins, das seitdem am 25. jeden Monats erschien. Egami wollte Zeichnern mit einem großen kreativen Potential – er selbst nannte Taiyō Matsumoto als Beispiel – eine geeignete Plattform zur Veröffentlichung bieten, weil ebendiese Zeichner oft im leserorientierten Wettbewerbsdruck der wöchentlichen Seinen-Magazine wie eben Big Comic Spirits ihr Potential verspielen würden.
Gleichzeitig wollte man aber auch junge Comiczeichner fördern und führte zu diesem Zweck den Nachwuchspreis Ikiman ein, der seit der Mai-Ausgabe 2003 in jeder zweiten Ausgabe vergeben wurde. Unter anderem Hisae Iwaoka und Shigeyuki Fukumitsu waren Sieger des Ikiman-Wettbewerbs.
Da das Magazin den Künstlern viel Freiheit in der Gestaltung ihrer Werke ließ, war die Bandbreite des Magazins sehr groß. Science-Fiction-Geschichten fanden sich ebenso wie Autobiografisches oder Liebesgeschichten. Laut Hideki Egami war dabei vor allem die Individualität des jeweiligen Manga-Zeichners zu betonen.
Im Mai 2009 veröffentlichte der amerikanische Verlag Viz Media in Zusammenarbeit mit Ikki eine Website, auf der in den kommenden Jahren Kapitel mehrerer Manga aus dem Magazin in englischer Übersetzung für amerikanische Internet-Nutzer publiziert werden. Die Titel erschienen anschließend auch in Buchform.
Das Magazin wurde 2014 eingestellt. Die letzte Ausgabe erschien am 25. September 2014. Im März 2015 startete der Verlag mit Hibana ein neues monatliches Magazin, das als Ersatz für die Zielgruppe von Ikki dienen sollte. Drei Serien des eingestellten Magazins fanden im neuen Magazin ihre Fortsetzung (darunter Dorohedoro). Andere Serien wurden vor der Einstellung des Magazins in den letzten Ausgaben abgeschlossen oder wurden direkt in Buchform fortgesetzt. Taiyō Matsumotos Sunny lief im Anschluss im Magazin Gekkan! Spirits.

## Reichweite
Ikki galt als ein Ableger des Big Comic Spirits-Magazins ein Seinen-Magazin, richtete sich ursprünglich also vor allem an erwachsene Männer. Der Großteil der Leserschaft bestand auch aus Männern, besonders aus Lesern in ihren Zwanzigern, vorwiegend Studenten. Das Magazin brach jedoch mit typischen Gender-Konzepten japanischer Manga-Magazine und richtete sich zunehmend auch an eine weibliche Leserschaft. Mit 40 Prozent wies das Magazin einen relativ hohen Anteil an weiblichen Lesern für ein Seinen-Magazin auf und manche der Künstler, die für Ikki arbeiteten, darunter Natsume Ono, George Asakura, est em und Sakumi Yoshino, waren vorher im Boys Love-, Shōjo- oder Josei-Bereich tätig gewesen, hatten zuvor also vor allem eine weibliche Leserschaft als Zielgruppe.
Da sich das Ikki vor allem auf Manga abseits des Mainstreams konzentrierte, war die Auflage des Magazins im Vergleich zu anderen japanischen Manga-Magazinen relativ gering. Die Leserzahlen sanken zunehmend: 2004 verkaufte sich eine Ausgabe des Magazins 2004 noch ungefähr 34.000 mal, 2005 ungefähr 29.000 mal. 2006 sanken die Verkaufszahlen einer Ausgabe auf 18.500 und bis 2008 auf circa 15.000. Einige der Manga-Serien des Magazins wurden als Anime-Fernsehserien (darunter Tetsuko no Tabi und Rideback) umgesetzt und einige in andere Sprachen übersetzt.

## Veröffentlichte Manga (Auswahl)
- George Asakura: Heibon Punch (2003–2005)
- Kazuo Hara: Noramimi (2002–2009)
- Q Hayashida: Dorohedoro (2000–2014)
- Daisuke Igarashi: Majo (2003–2005), Kaijū no Kodomo (2006–2011)
- Hisae Iwaoka: Dosei Mansion (2006–2014)
- Tetsurō Kasahara: Rideback (2003–2009)
- Mohiro Kitoh: Bokurano (2004–2009)
- Iō Kuroda: Sexy Voice and Robo (2000–2003)
- Sakaki Kuroda: Seishun♂Sobatto (2007–2011)
- Toyokazu Matsunaga: Ryūguden (2002–2005)
- Jirō Matsumoto: Freesia (2001–2009)
- Taiyō Matsumoto: Number 5 (2000–2005), Sunny (2010–2014)
- Kikuchi Naoe und Yokomi Hirohiko: Tetsuko no Tabi (2001–2006)
- Yōko Nihonbashi: G Senjō Heaven's Door (2000–2003)
- Natsume Ono: Saraiya Goyō (2006–2010)
- Rokurō Shinofusa: Natsunokomo (2003–2007)
- Yumi Tada: Lucky Charms & Apple Jacks (2002)
- Naoki Yamamoto: Anjū no Chi (2000–2002)
- Sakumi Yoshino: period (2003–2014)